# Евгений Михайлов
Евгений Светославов Михайлов е български режисьор и политик последователно от Национално движение „Екогласност“, СДС, Движение „22-ри септември“, ПП ДОСТ.

## Образование и кариера в киното
Завършва кинорежисура във ВГИК – Москва през 1980.
- 1981 – 1991: режисьор-постановчик в киноцентър „Бояна“
- 1992 – 1993: главен художествен ръководител на „Ефир 2“
- 1997 – 2005: директор на Киноцентър „Бояна“

## Политическа кариера и скандали
Михайлов е бил участник в следните политически формации: Национално движение „Екогласност“, СДС (от която е и народен представител), Движение „22-ри септември“ (на което е съосновател), ПП ДОСТ.
След 10 ноември 1989 г. Михайлов става известен със заснемането на така наречената „танкова касета“. На записа, направен от него вечерта на 14 декември 1989 се чува как Петър Младенов промърморва „По-добре танковете да дойдат!“ и в резултат на породените от репликата му протести, Младенов подава оставка.
Убеден привърженик на СДС, свързван с групата на т.нар. „кинжали“.
През юли 2016 г. Евгений Михайлов изпраща писмо срещу българския кандидат за поста генерален секретар на ООН Ирина Бокова до всички посланици на страните членки на Съвета за сигурност на ООН и до всички посланици в ЮНЕСКО. В него той твърди, че комунистическото минало на Бокова е смущаващ факт и я обвинява в „липса на почтеност“, както и че е управлява ЮНЕСКО „лошо и разсипнически“. Писмото е окачествено като злепоставяне на кандидатурата и на страната от редица политици и общественици.
В началото на 2017 г. става известно, че Михайлов ще бъде кандидат за депутат, издигнат от ПП ДОСТ. Това съобщение е посрещнато с изненада, недоумение и силни критики.
През 2021 г. влиза в инициативния комитет, който издига Анастас Герджиков за президент на България 

## Филмография
Като режисьор
- Застраховката (1998)
- Сезонът на канарчетата (1993)
- „С открити карти“ (1988, документален)
- „Състезанието“ (1987, документален)
- „Вечният двигател“ (1986, документален)
- Смъртта може да почака (1985)
- Дом за нежни души (1981)

Като актьор
- АкаТаМус (1988)
- Дело 205/1913 П. К. Яворов (1984)
- Трампа (1978) Комсомолският секретар